# Кинези
Кинези су разни појединци или групе људи повезаних са Кином, било по основу поријекла или насљедства, националности, држављанства, мјеста боравка, или неке друге припадности.

## Поријекло или насљедство
За највећу етничку групу у Кини, Хан Кинезе, често се користи назив Кинези или етнички Кинези. Хан Кинези чине већину или велику мањину у другим државама и такође чине 19% цјелокупне људске популације.
Друге етничке групе у Кини су Џван народ, Хуи народ, Манџу народ, Ујгури и остали. Народна Република Кина (НРК) званично признаје 56 јасних етничких група, неке од њих живе у специјалним административним регијама. Република Кина званично признаје 14 племена Тајвански старосједелаца, који заједно са непризнатим племенима чине 2% популације.
Џунгхуа минцу или Кинеска нација је супра-етнички концепт који чине свих 56 етничких група које званично признаје влада Народне Републике Кине. Укључује етничке групе које живе унутар граница Кине од успостављања владавине династије Ћинг. За време владавине комунистичког лиде Мао Цедунга овај термин је замјењен термином Џонгхуа ренмин или Кинески народ. Термин Кинеска нација је користила Република Кина и он се односио на пет етничких група у Кини.

## Држављанство и припадност
Закон о држављанству Народне Републике Кине регулише држављанство унутар НРК. Лице стиче држављанство или рођење, ако је барем један родитељ држављанин Кине или натурализацијом. Сва лица која имају држављанство НРК су држављани Републике.

## Друге употребе
Прекоморски Кинези представља назив који се односи на људе кинеског етничког поријекла или на људе који имају држављанство НРК, а живе ван њене територије. Људи са једним или више кинеских предака могу сматрати себе прекоморским Кинезима. Такви људи варирају у погледу културне асимилације. У неким областима широм света етничке енклаве познате као Кинеска четврт су дом за популацију кинеског поријекла.